# Natalya
Natalie «Nattie» Katherine Neidhart-Wilson (Calgary, Alberta, 27 de mayo de 1982), conocida artísticamente como Natalya, es una actriz y luchadora profesional canadiense, que actualmente trabaja para la WWE en la marca RAW. 
Entre sus logros, fue tres veces campeona femenina, se encuentran un reinado como Campeona de Divas de la WWE, un reinado como Campeona Femenina de SmackDown y un reinado como Campeona Femenina en Parejas con Tamina. Además, Natalya ha sido de las primeras mujeres en participar en un «Tables Match», en un «Money in the Bank Ladder Match» y en un «Royal Rumble Match». Es la luchadora femenina con más participaciones (10) en WrestleMania, el evento anual más importante de la industria.
Natalya es una luchadora de tercera generación, al ser hija de Jim Neidhart y nieta de Stu Hart. Además, también es sobrina del miembro del Salón de la Fama de la WWE Bret Hart y prima de Teddy Hart y David Hart Smith, con él que, junto a su marido Tyson Kidd, formó el equipo «The Hart Dynasty». Es la superestrella femenina más antigua que sigue compitiendo de manera activa, estando en la compañía desde 2007 y estando en la lista principal desde 2008.

## Carrera

### Circuito independiente (2000-2006)

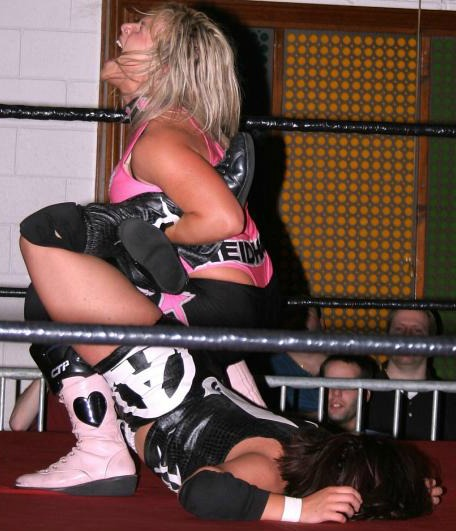
Nattie aplicándole un «Sharpshooter a Ariel en un show de «Shimmer Women Athletes».

Nattie recibió entrenamiento de lucha libre profesional después de ser maestra de esgrima en la casa de la familia Hart, por parte de sus tíos Ross y Bruce Hart. Además, durante ese tiempo, también recibió entrenamiento de lucha libre amateur y artes marciales mixtas. A finales del 2000, Natalya debutó como anunciadora del ring en la promoción «MatRat», propiedad de Eric Bischoff. En 2003, firmó un contrato con Stampede Wrestling e inició un largo e intenso feudo con Belle Lovitz. Posteriormente, Nattie viajó a Inglaterra y formó parte de un tour de lucha libre y, más tarde, viajó también a Japón durante dos meses, para perfeccionar sus habilidades en el ring. En su regreso a Canadá, Nattie cambió a heel, anunciando que su nombre era «Nasty Nattie». El 17 de junio de 2005, derrotó a Anna Marie, Bella Lovitz y Ma Myers en un «Fatal-4 Way Match» y se convirtió en la primera Campeona Femenina del Pacífico de Stampede, título que perdió ante Dusty Adonis el 28 de octubre de 2005. El 6 de diciembre de 2005, derrotó a Adonis y a Bella Lovitz en un «Triple Threat Match» y volvió a ganar el campeonato, para dejarlo, posteriormente, vacante. El 8 de octubre de 2006, Nattie ganó el Campeonato de SuperGirls ante Lisa Moretti en un «Big Time Wrestling Show» en Newark, California, que pertenecía a NWA: Extreme Canadian Championship Wrestling. Nattie lo perdió ante Nikki Matthews el 27 de octubre en un «Triple Threat Match», que también involucró a Veronika Vice.

### World Wrestling Entertainment/WWE (2007-presente)

#### Territorios de desarrollo (2007–2008)
Natalie firmó un contrato con la WWE el 5 de enero de 2007 y fue enviada al territorio de desarrollo Deep South Wrestling. Allí, mantuvo un feudo con Angel Williams por el resto del año. En junio de 2007, Neidhart fue enviada a Ohio Valley Wrestling y debutó ganando un «Battle Royal Match» el 18 de julio de 2007. La semana siguiente, Neidhart se alió con sus primos Teddy Hart y Harry Smith para formar «The New Generation Hart Foundation». Posteriormente, todos los miembros del grupo fueron transferidos a Florida Championship Wrestling. Allí, Neidhart se alió con Victoria Crawford e iniciaron un feudo con The Bella Twins. El 25 de septiembre, episodio de FCW, Nattie & Victoria derrotaron a The Bella Twins. Después de esto, Nattie continuó haciendo pareja con luchadoras como Maryse y Lacey Von Erich por el resto de 2007 y principios de 2008.

#### Debut en roster principal (2008–2009)

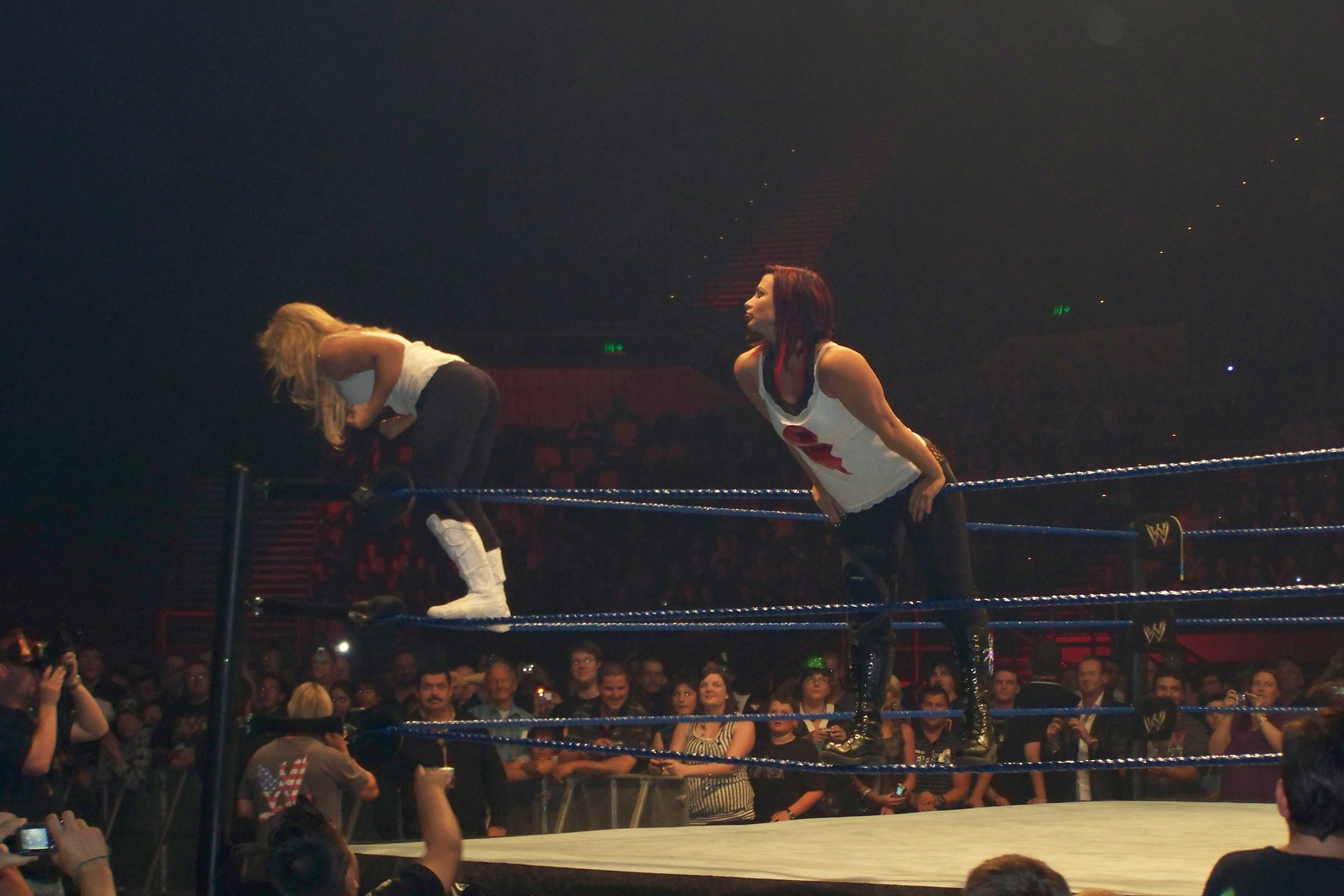
Natalya y su mentora Victoria en un house show de SmackDown!.

Neidhart debutó como heel el 4 de abril de 2008 en SmackDown! atacando a Cherry & Michelle McCool. El 11 de abril, se presentó como «Natalya Neidhart», la hija de Jim Neidhart, y se alió con Victoria. El 25 de abril de 2008, Natalya debutó ante Cherry y ganó el combate, después de hacerla rendir con un «Sharpshooter», movimiento final de su tío Bret Hart. A la semana siguiente, hizo equipo con Victoria y derrotaron a McCool & Cherry. En Backlash formó parte del «Team Phoenix», junto a Beth Phoenix, Victoria, Jillian Hall, Melina & Layla, para derrotar al «Team James», formado por Mickie James, Kelly Kelly, Michelle McCool, Maria, Ashley & Cherry. El 6 de junio, episodio de SmackDown!, Natalya ganó un «Golden Dream Match» y se convirtió en la contrincante número uno al nuevo Campeonato de Divas de la WWE, por lo que en The Great American Bash se enfrentó a Michelle McCool, donde terminó siendo derrotada, proclamándose McCool como la primera campeona del título. 
En octubre de 2008, Natalya & Victoria iniciaron un feudo con la debutante Brie Bella, ante la que perdieron numerosas veces, después de que esta desapareciese debajo del ring y saliese, totalmente nueva. El 7 de noviembre, episodio de SmackDown!, Natalya acompañó a Victoria a su combate contra Brie Bella y volvió a ser derrotada con la misma técnica. Por lo que Natalya & Victoria la atacaron y descubrieron que Brie tenía una hermana gemela. Por lo que ambas gemelas, las atacaron con sus «Bella Busters». Dos semanas después, Natalya & Victoria fueron derrotadas por The Bella Twins, así llamadas Brie y su hermana Nikki. En Cyber Sunday participó en un Halloween Costume Contest, pero fue ganado por Mickie James. En Survivor Series, formó parte del «Team SmackDown», junto a Victoria, Maryse, Michelle McCool & Maria, siendo derrotadas por el «Team Raw», formado por Beth Phoenix, Mickie James, Kelly Kelly, Jillian Hall & Candice Michelle. El 28 de noviembre, Victoria & Natalya formaron equipo con Maryse y derrotaron a The Bella Twins & Michelle McCool, terminando su feudo con ellas. En Armageddon hizo equipo con Victoria, Jillian Hall y Maryse siendo derrotadas por Maria, Kelly Kelly, Mickie James y Michelle McCool.  

#### The Hart Dynasty (2009–2010)

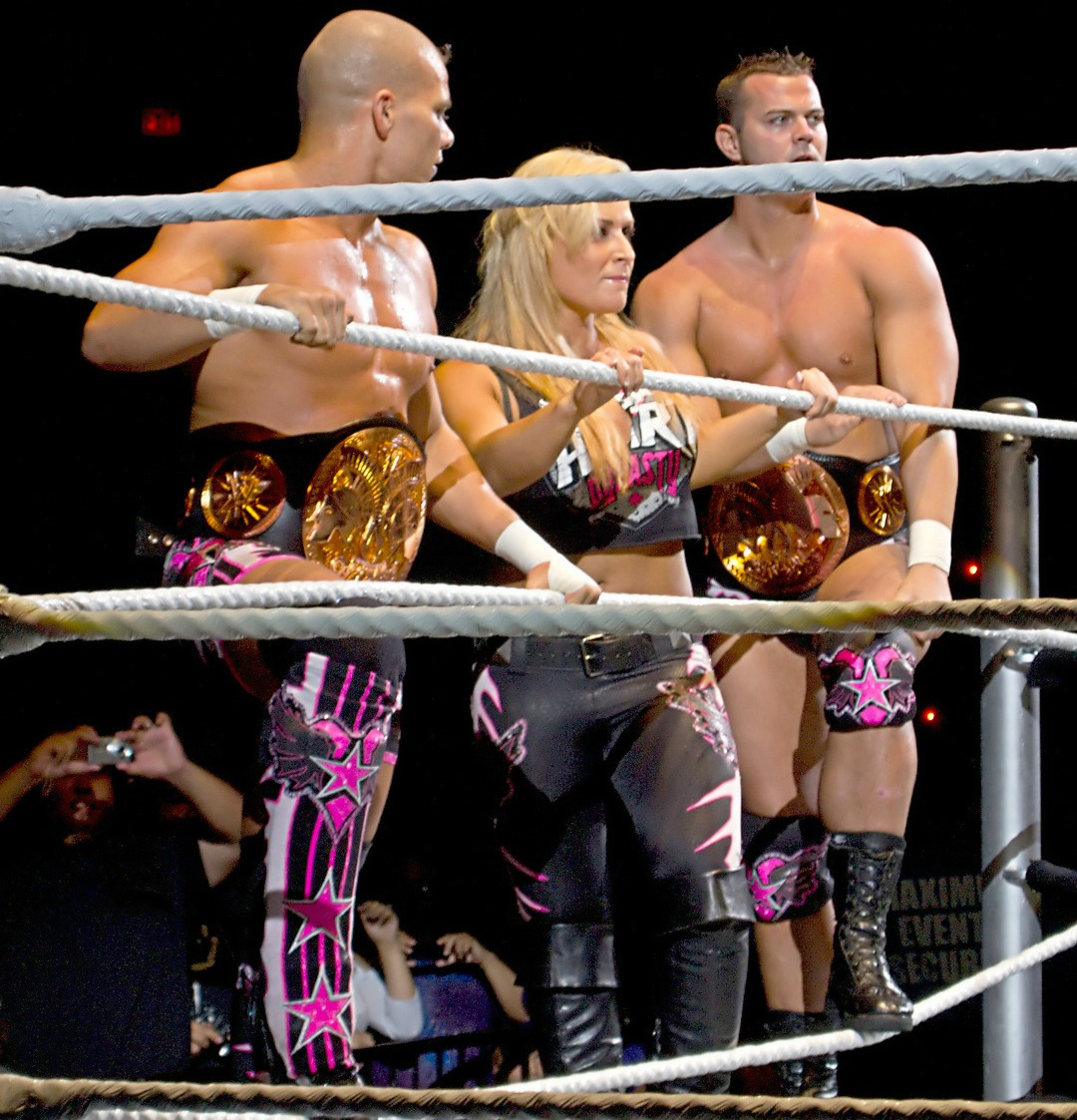
Natalya y los demás miembros de The Hart Dynasty (Tyson Kidd & David Hart Smith) como Campeones Unificados en Parejas de la WWE.

Posteriormente, Natalya terminó su alianza con Victoria, después de que esta se retirase de los rings. El 10 de febrero de 2009, Natalya fue enviada a la ECW por el draft suplementario. El 3 de marzo, Natalya debutó en la ECW, derrotando a Alicia Fox. En WrestleMania XXV, Natalya participó en un «25-Diva Battle Royal», pero no logró ganar al ser eliminada por Beth Phoenix, siendo la ganadora Santina Marella. Posteriormente, el 13 de mayo Natalya se alió con Tyson Kidd y David Hart Smith y formaron «The Hart Dynasty». El 29 de junio, todos los miembros del equipo fueron transferidos a SmackDown!, donde iniciaron un feudo con Eve Torres & Cryme Tyme (Shad Gaspard y JTG). El 17 de julio, episodio de SmackDown, The Hart Dynasty derrotó a Cryme Tyme & Eve Torres. En SummerSlam participó en un battle royal, pero fue eliminada. En Bragging Rights, Natalya hizo equipo con Michelle McCool & Beth Phoenix, formando el «Team SmackDown» para derrotar al «Team Raw» (Melina, Kelly Kelly & Gail Kim). El 4 de diciembre en SmackDown!, Natalya se enfrentó a Beth Phoenix y Mickie James en un «Triple Threat Match» para convertirse en la contendiente número uno al Campeonato Femenino de la WWE, pero no logró ganar, siendo James quién ganase. 
A principios de 2010, The Hart Dinasty tuvieron un feudo con Maria, Matt Hardy y The Great Khali. En Royal Rumble  hizo equipo con Maryse, Alicia Fox, Katie Lea y Jillian Hall siendo derrotadas por Kelly Kelly, Eve Torres, Gail Kim y The Bella Twins. Natalya y los demás miembros de The Hart Dynasty cambiaron a face en WrestleMania XXVI, al ayudar a su tío Bret Hart a derrotar a Vince McMahon. Posteriormente, fueron transferidos a Raw, debido al Draft Suplementario. El 26 de abril, episodio de Raw, Kidd & Hart Smith ganaron los Campeonatos Unificados en Parejas de la WWE ante ShoMiz (Big Show y The Miz). El 24 de mayo en Raw, los tres miembros del equipo fueron atacados por The Usos & Tamina, con quienes iniciaron un feudo. La semana siguiente, The Hart Dynasty atacaron a The Usos & Tamina. Debido a esto, en Fatal 4-Way ambos equipos se enfrentaron, llevándose la victoria The Hart Dynasty, después de que Natalya cubriese a Tamina con un «Nattie-By-Nature». A la siguiente noche, se enfrentó a Tamina, pero la lucha fue interrumpida por la interferencia de The Nexus. En Money in the Bank, Natalya hizo una interferencia en la lucha por los campeonatos y le dio la victoria a Kidd & Hart Smith.

#### Campeona de Divas (2010–2011)
El 27 de septiembre, episodio de Raw, Natalya ganó un «Battle Royal» y se convirtió en la aspirante número uno al Campeonato de Divas de la WWE. En Hell in a Cell se enfrentó a la campeona Michelle McCool, pero no logró ganar el campeonato, después de que fuese descalificada por la interferencia de Layla, iniciando un feudo con ambas. En Bragging Rights, Natalya volvió a ser derrotada nuevamente por la co-campeona Layla, después de la interferencia de McCool. El 1 de noviembre, episodio de Raw, derrotó a McCool y logró una oportunidad por el título. En Survivor Series, Natalya derrotó a LayCool en un «Two-On-One Handicap Match» y se convirtió en la nueva Campeona de Divas de la WWE. Después del combate, Layla & McCool la atacaron, hasta que fue salvada por Beth Phoenix, con la cual se alió. En TLC, Natalya & Phoenix retuvieron el campeonato ante LayCool en un «Tornado Tables Tag Team Match», siendo el primer combate de mujeres con esta estipulación. El 20 de diciembre en Raw, fue abofeteada por Melina, comenzando un feudo con esta en torno al Campeonato de las Divas. 

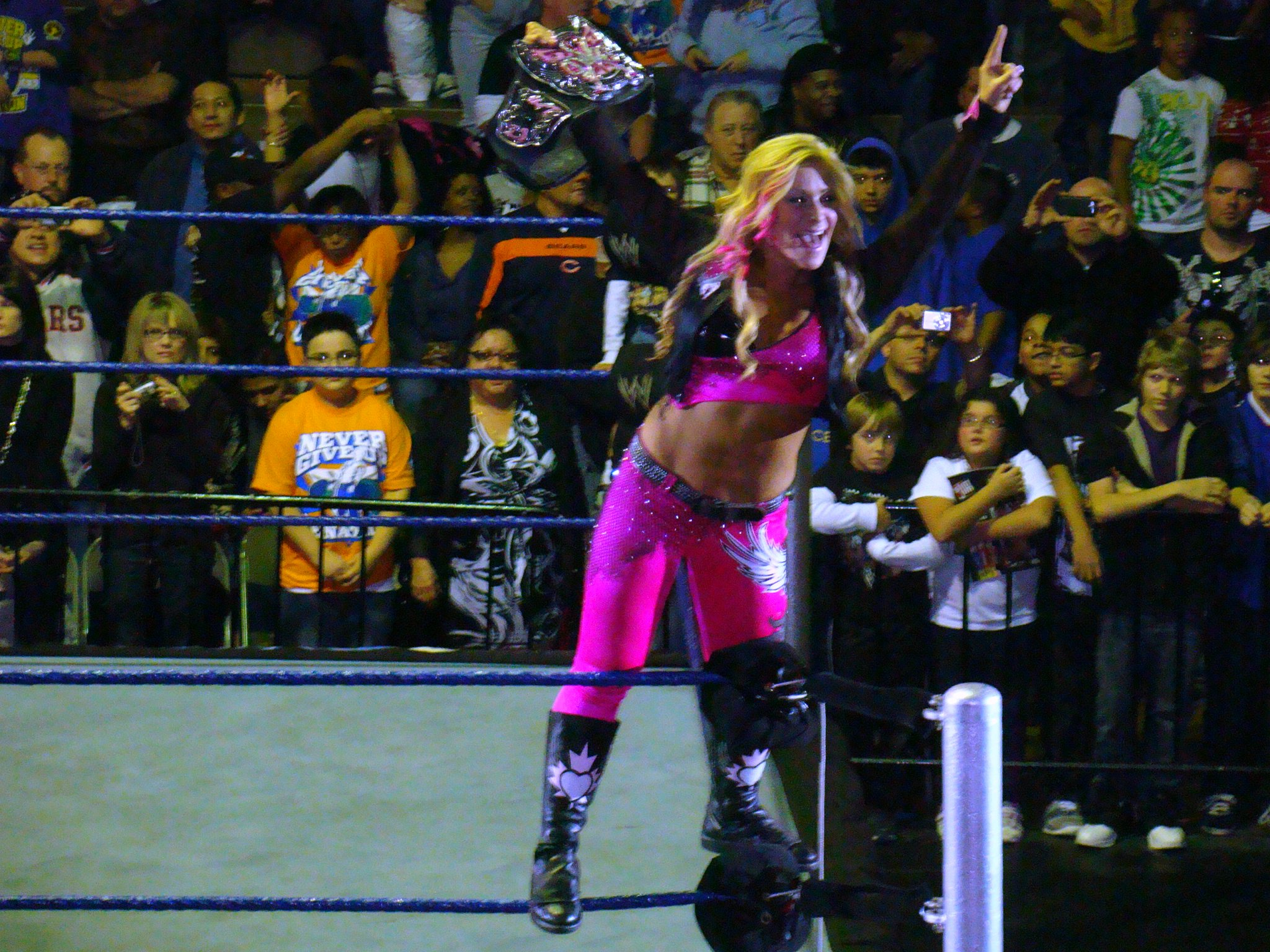
Natalya como Campeona de Divas de la WWE en Hammond, Indiana.

El 24 de enero en Raw retuvo el Campeonato ante Melina, tras hacerla rendirse con un Sharpshooter. En Royal Rumble, Natalya perdió el Campeonato de las Divas ante Eve Torres en un «Fatal-4 Way Match», que también involucraba a Layla y Michelle McCool, terminando su feudo con ellas. El 14 de febrero en Raw, tuvo su revancha por el título ante Eve en un lumberjill match, pero fue derrotada.  
El 26 de abril, debido al Draft Suplementario, fue transferida a SmackDown. A mediados de mayo de 2011, Natalya se convirtió en la mentora de Kaitlyn & AJ Lee e iniciaron un feudo con Alicia Fox, Tamina Snuka & Rosa Mendes.

#### The Divas of Doom (2011–2012)
El 1 de agosto, episodio de Raw, participó en un «Battle Royal» para convertirse en la contendiente número uno al Campeonato de Divas de la WWE, pero no logró ganar, siendo Beth Phoenix quien ganase y atacase a la campeona Kelly Kelly. Cuatro días después, Natalya derrotó a AJ Lee y, después del combate, continuó atacándola, cambiando a heel y revelando que se había aliado con Phoenix, formando «The Divas of Doom» e iniciando un feudo con Kelly Kelly & Eve Torres. Ellas decían que estaban hartas de las barbies de la WWE y que se aliaron para salvar la división, también derrotaron en diversas ocasiones a AJ Lee y Kaitlyn, y el 19 de agosto en SmackDown atacó a Alicia Fox tras un combate en parejas. Natalya acompañó a Phoenix en sus combates contra Kelly Kelly por el Campeonato de Divas de la WWE en SummerSlam y Night of Champions en donde Phoenix salió derrotada. El 1 de octubre, episodio de SmackDown, Natalya fue derrotada por Kelly Kelly, por lo que ella y Phoenix la atacaron. En Hell in a Cell, Natalya atacó a Kelly con un micrófono y le dio la victoria a Phoenix, quien se convirtió en la nueva campeona. El 31 de octubre, episodio de Raw, participó en un «Halloween Costume Battle Royal», pero fue eliminada por Eve Torres, a quién intentó atacar después del combate. En Survivor Series acompañó a Phoenix en su defensa exitosa ante Eve. El 30 de diciembre en SmackDown fue atacada por Tamina después de perder una lucha junta a esta contra Alicia Fox y Kaitlyn, comenzando un feudo. 
A principios de 2012 tuvo varios combates contra Tamina, siendo derrotada en todos ellos. El 27 de enero en SmackDown fue derrotada por Aksana en su combate de debut, tras la lucha Natalya intento atacarla, pero fue salvada por Tamina. En Royal Rumble, Natalya junto a Beth Phoenix & The Bella Twins derrotaron a Kelly Kelly, Eve Torres, Tamina & Alicia Fox. El 22 de marzo, episodio de Superstars, terminó su feudo y se alió con Tamina para ser derrotadas por Beth Phoenix & Eve Torres, por lo que «The Divas of Doom» se disolvió. 

#### NXT y Total Divas (2012–2014)
A mediados de abril, Natalya se alió con Tyson Kidd nuevamente en NXT e inició un feudo con Kaitlyn, ya que esta sentía mucha atracción por Kidd. Natalya y Kaitlyn se enfrentaron en numerosos combates semanales y en Money in the Bank, Natalya junto a Beth Phoenix & Eve Torres, fueron derrotadas por Layla, Tamina & Kaitlyn. El 20 de agosto en Raw participó en un battle royal por ser la contendiente #1 al Campeonato de las Divas, pero fue eliminada por Alicia Fox, siendo Kaitlyn la ganadora. Tras esto se quejó de la victoria de Kaitlyn diciendo que no se lo merecía, enfrentándose a ella el 31 de agosto en SmackDown, siendo derrotada y así terminaron su feudo. El 2 de noviembre en SmackDown sustituyó temporalmente a Eve Torres como la asistente del GM Booker T. 
A finales de 2012, Natalya inició una relación con The Great Khali y se convirtió en la valet de él y de Hornswoggle, cambiando a face e iniciando un feudo con Primo & Epico & Rosa Mendes. En TLC participó en un Santa's Little Helper Battle Royal, pero fue eliminada por Kaitlyn y Naomi.
A principios de 2013 estuvo acompañando a The Great Khali en sus combates, junto a Hornswoggle. El 27 de marzo en NXT, tuvo un combate por el Campeonato de Divas contra Kaitlyn, pero fue derrotada. Tras esto, comenzó una amistad con Kaitlyn, y junto a The Great Khali la ayudaron a descubrir a su admirador secreto. En junio de 2013, la WWE estrenó el reality show Total Divas, donde Natalya, Naomi, Cameron The Bella Twins, Eva Marie & JoJo eran las protagonistas y, debido a esto, Natalya inició un feudo, junto a Naomi & Cameron, con The Bella Twins & Eva Marie. El 29 de julio en Raw fue derrotada por Brie Bella, después de una interferencia de Nikki Bella. En SummerSlam, acompañada por Naomi & Cameron, Natalya derrotó a Brie. Al día siguiente en Raw, Brie la volvió a derrotar y, después del combate apareció AJ Lee insultándoles y menospreciándoles, por lo que todo el elenco de Total Divas inició un feudo con ella. En Night of Champions, AJ Lee defendió el Campeonato de Divas ante Brie Bella, Naomi y Natalya. Simultáneamente, Natalya continuó su relación con The Great Khali y, ambos fueron derrotados por Summer Rae & Fandango en Hell in a Cell. El 18 de noviembre, episodio de Raw, durante un segmento de sillas musicales, Natalya y las demás miembros de Total Divas atacaron a las «True Divas» (Alicia Fox, Aksana, Summer Rae, Kaitlyn & Rosa Mendes). Debido a esto, en Survivor Series, las «Total Divas» (Natalya, The Bella Twins, Eva Marie, JoJo, Cameron & Naomi) derrotaron a las «True Divas» (AJ Lee, Tamina Snuka, Summer Rae, Alicia Fox, Kaitlyn, Aksana & Rosa Mendes). Al día siguiente en Raw, las «Total Divas» se llevaron la victoria de nuevo. En TLC, Natalya fue derrotada por AJ Lee en un combate por el título.
A principios de 2014, Natalya inició un feudo con Summer Rae, a la que derrotó numerosas veces en Superstars. El 11 de marzo, episodio de Main Event, fue derrotada nuevamente por AJ Lee en un combate por el campeonato. En WrestleMania XXX participó en el «Vickie Guerrero Invitational Divas Championship Match», pero no logró ganar, siendo AJ Lee la ganadora, finalizando su feudo con ella. El 16 de abril, episodio de Main Event, participó en un «Battle Royal» para convertirse en la contendiente número uno al Campeonato de Divas de la WWE, pero no logró ganar, siendo la última eliminada por Tamina Snuka. Después de esto, participó en un torneo para determinar a la nueva Campeona Femenina de NXT, derrotando a Layla en la primera ronda y a Sasha Banks en las semifinales. En NXT TakeOver se celebró la final del torneo, donde Natalya fue derrotada por Charlotte.

#### Etapa como mánager (2014–2015)
A principios de septiembre, Natalya se convirtió en la mentora de Rosa Mendes y, ambas, iniciaron un feudo con Layla & Summer Rae, ante las cuales fueron derrotadas numerosas veces en episodios de Raw, SmackDown y Main Event. Adicionalmente, Natalya & Mendes se enfrentaron a Paige & AJ Lee en el episodio de Raw del 8 de septiembre, en donde también fueron derrotadas. En Survivor Series, Natalya formó parte del «Team Fox» junto a Alicia Fox, Emma & Naomi para derrotar al «Team Paige», formado por Paige, Cameron, Summer Rae & Layla en un «Traditional Survivor Series Elimination Match». A finales de 2014, Natalya inició un feudo con The Bella Twins y, después de derrotar a Brie Bella el 22 de diciembre en Raw, atacó a Nikki Bella y alzó el Campeonato de Divas.

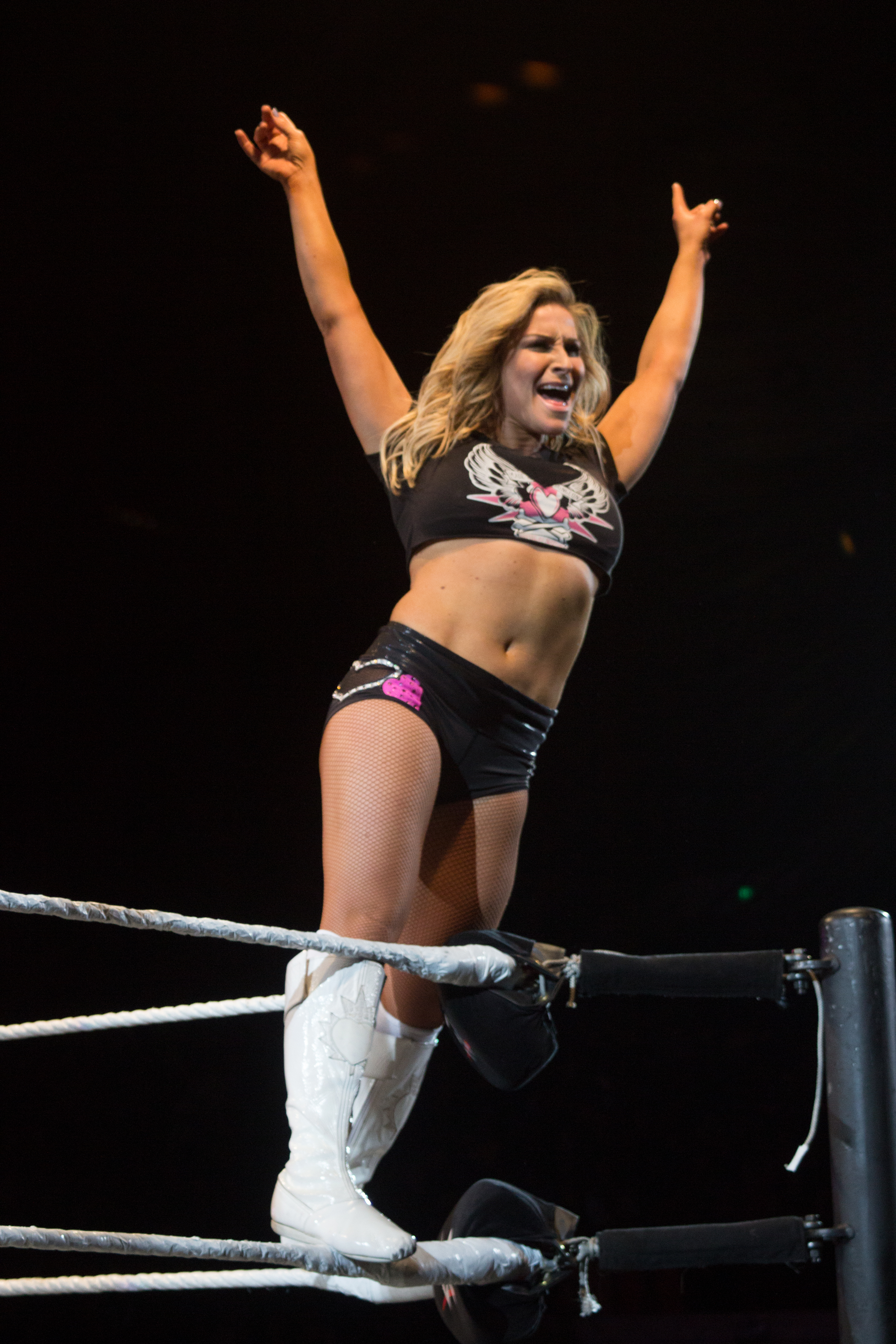
Natalya en un house show de Montgomery, Alabama el 1 de octubre de 2015.

El 5 de enero en Raw, Natalya se alió con Paige, después de que esta atacase a Brie, cuando esta estaba distrayendo a Natalya en su lucha contra Nikki. Debido a esto, en Royal Rumble, Natalya & Paige se enfrentaron a The Bella Twins, saliendo derrotadas. Posteriormente, Natalya se alió nuevamente con su marido Tyson Kidd y su nuevo compañero Cesaro e iniciaron un feudo con The Usos & Naomi. El 16 de febrero en Raw, Natalya & Kidd perdieron ante Naomi & Uso en un «Mixed Tag Team Match». Acompañó a Kidd & Cesaro a su combate contra The Usos en Fastlane, donde los primeros retuvieron con éxito los títulos. Al siguiente día en Raw, Natalya cambió a heel al atacar a Naomi y distraer a The Usos, para ayudar a retener los Campeonatos en Parejas de la WWE a Cesaro & Kidd. En WrestleMania 31, Natalya acompañó a Cesaro & Kidd en su defensa de los campeonatos y, durante la lucha, atacó a El Torito y fue atacada por Naomi. El 2 de abril en SmackDown, fue derrotada nuevamente por Naomi, terminando la rivalidad entre ambas. La semana siguiente, Natalya derrotó a Alicia Fox y, después del combate fueron atacadas por Cameron, pactándose un «Triple Threat Match» entre las tres, que fue ganado por Cameron.
Durante las siguientes semanas, Natalya continuó acompañando a Tyson Kidd y Cesaro como face en sus combates contra sus rivales The New Day, pero, en junio Kidd sufrió una grave lesión en su médula espinal y Natalya se alejó de los rings durante varios meses.

#### Evolución Femenina en WWE (2015–2016)
Después de tres meses de ausencia, Natalya regresó el 21 de septiembre en Raw confrontando a Paige por sus actitudes con sus compañeras Charlotte & Becky Lynch. Después de numerosas confrontaciones entre ambas, Natalya derrotó a Paige en el episodio de Raw del 5 de octubre. Tres días después, en SmackDown, hizo equipo con Becky Lynch & Charlotte para derrotar al Team Bella. A la semana siguiente, fue atacada, misteriosamente, en los vestuarios y no pudo hacer equipo con Lynch & Charlotte. El 31 de octubre en Raw fue atacada por el Team B.A.D., después de una lucha con Paige, por lo que inició un corto feudo con ellas. Debido a esto, Natalya derrotó a Tamina Snuka el 5 de noviembre en SmackDown y a Naomi el 9 de noviembre en Raw. Después de esto, Natalya reveló que sufrió un esguince en el tobillo izquierdo y estuvo dos meses inactiva.
Natalya regresó tras meses de ausencia el 18 de enero en Raw, acompañada por Paige, derrotando a Brie Bella. Las semanas siguientes, continuó haciendo equipo con Paige en diversos combates. En Roadblock, Natalya se enfrentó a Charlotte por el Campeonato de las Divas, pero no logró ganar, después de una intervención de Ric Flair. El 28 de marzo en Raw, después de que Emma derrotase a Paige, Naomi, Tamina Snuka, Summer Rae & Lana atacaron a Brie Bella, Alicia Fox, Natalya & Paige, pero fueron salvadas por Eva Marie. En WrestleMania 32, el «Team Total Divas» (Natalya, Brie Bella, Alicia Fox, Eva Marie & Paige) derrotó al «Team B.A.D. & Blonde» (Lana, Tamina Snuka, Naomi, Summer Rae & Emma).  Al día siguiente, Natalya y las demás luchadoras se presentaron en el acto ceremonial del nuevo Campeonato Femenino de la WWE, pero después de varios comentarios egocéntricos de Charlotte todas las mujeres abandonaron el ring, menos Natalya que enfrentó a Charlotte y la atacó con un «Sharpshooter». El 11 de abril, episodio de Raw, tuvo una lucha por el título, pero no logró ganar, después de que Ric Flair atacase al árbitro. En Payback, Natalya fue derrotada por Charlotte, después de que el árbitro Charles Robinson anunciase que Natalya se había rendido, cuando no lo había hecho, dando mucha polémica, al ser lo que pasó con su tío Bret Hart en el conocido caso de la «Traición de Montreal». Después del combate, Natalya y Bret Hart atacaron a Charlotte & Ric Flair con «Sharpshooters». Al día siguiente, Natalya se presentó para aclarar dicho problema, pero terminó atacando a Charlotte y a Ric Flair. En Extreme Rules, Natalya fue derrotada por Charlotte, después de la interferencia de Dana Brooke, ya que Ric Flair tenía prohibida la entrada al ring. En Money in the Bank, Natalya se alió con Becky Lynch y fueron derrotadas por Charlotte & Dana Brooke, terminando su feudo con ambas. Después de la lucha, atacó a Lynch y cambió a heel, iniciando un feudo con ella.

#### Campeona Femenina de SmackDown (2016–2018)
El 19 de julio, debido al Draft Suplementario, Natalya fue traspasada a SmackDown Live. Esa misma noche, Natalya fue atacada por Lynch mientras luchaba con Alicia Fox. Debido a esto, ambas se enfrentaron en Battleground, en un combate que fue ganado por Natalya, después de hacer rendir a Lynch con un «Sharpshooter». En SummerSlam, Natalya se alió con Alexa Bliss & Nikki Bella y derrotaron a Carmella, Naomi & Becky Lynch, terminando su feudo con esta última. En Backlash participó en el Six-Pack Challenge Elimination Match» para determinar a la campeona inaugural del Campeonato Femenino de SmackDown, pero no logró ganar, siendo Becky Lynch la ganadora. El 25 de octubre, episodio de SmackDown Live, tuvo una lucha con Nikki Bella para determinar a la capitana del equipo en Survivor Series, pero acabó siendo derrotada. En Survivor Series, Natalya atacó a Bella en los bastidores y la reemplazó en su equipo, donde el «Team SmackDown», formado por Alexa Bliss, Becky Lynch, Carmella, Naomi y la propia Natalya salió derrotado por el «Team Raw», formado por Alicia Fox, Bayley, Charlotte Flair, Nia Jax & Sasha Banks.  El 20 de diciembre en SmackDown Live, Natalya reveló que ella fue quién atacó a Nikki Bella, por lo que ambas iniciaron una rivalidad.

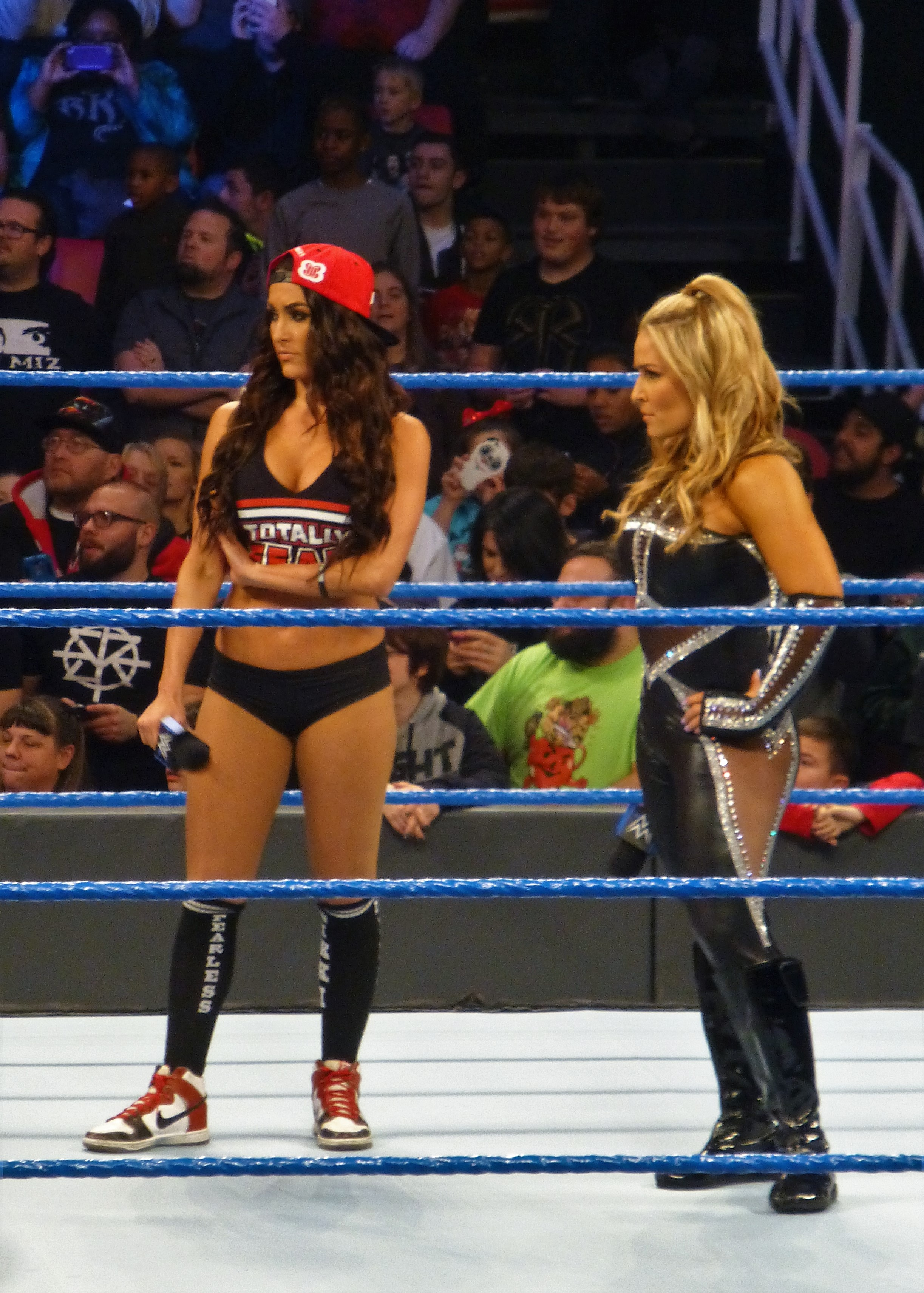
Natalya y Nikki Bella, durante diciembre de 2016, en un segmento de SmackDown Live.

El 10 de enero en SmackDown, Natalya atacó a Nikki Bella en los bastidores y, ambas tuvieron una lucha, que quedó en descalificación, después de que Natalya atacase a Nikki con un «Sharpshooter» fuera del ring. En Royal Rumble formó equipo con Mickie James & Alexa Bliss para ser derrotadas por Nikki Bella, Becky Lynch & Naomi. En Elimination Chamber, Natalya se enfrentó a Nikki en una lucha que quedó sin resultado, después de que ambas se atacaran mutuamente fuera del ring. El 21 de febrero en SmackDown, derrotó a Nikki en un Falls Acount Anywhere Match, después de que esta fuese atacada por Maryse con un bate de béisbol. Dicha lucha fue muy elogiada por los críticos, después de que Nikki rompiese un espejo con la cara de Natalya. En WrestleMania 33 se enfrentó a Alexa Bliss, Becky Lynch, Carmella, Mickie James y Naomi en un combate por el Campeonato Femenino de SmackDown, pero no logró ganar, siendo Naomi la ganadora. 
El 25 de abril, episodio de SmackDown Live, Natalya se alió con Carmella, James Ellsworth & Tamina Snuka y formaron «The Welcoming Committee» y atacaron a Naomi y Charlotte Flair. La semana siguiente, hizo equipo con Carmella y derrotaron a Naomi & Charlotte. Después de la lucha, continuaron atacándolas, hasta que fueron salvadas por Becky Lynch, a quien también atacaron. Debido a estos enfrentamientos, en Backlash, The Welcoming Committee derrotó a Lynch, Naomi & Flair. En Money in the Bank, Natalya participó en el primer «Money in the Bank Ladder match» femenil, pero no logró ganar, siendo la ganadora Carmella, después de que James Ellsworth le descolgará el maletín. Dos días después, se anunció que la lucha se volvería a hacer, después de las malas reacciones de los espectadores y las luchadoras por la intervención de Ellsworth. El 27 de junio, episodio de SmackDown Live, la lucha volvió a recrearse, siendo nuevamente ganada por Carmella.
En Battleground, Natalya derrotó a Becky Lynch, Charlotte Flair, Lana y Tamina Snuka y se convirtió en la contendiente #1 al Campeonato Femenino de SmackDown. En SummerSlam, Natalya derrotó a Naomi y se convirtió en la nueva Campeona Femenina de SmackDown. La revancha tuvo lugar el 12 de septiembre en SmackDown Live, donde Natalya logró defender su título por primera vez. Después de esto, inició un feudo con Charlotte Flair y ambas se enfrentaron en un combate por el campeonato en Hell in a Cell, donde Natalya logró defenderlo, después de atacar a Flair con una silla y ser descalificada.  La revancha tuvo lugar el 14 de noviembre en SmackDown Live, donde Flair logró derrotar a Natalya, terminando con su reinado de ochenta y seis días. En Survivor Series participó en el Team Smackdown Live, que fue derrotado por el Team Raw, siendo ella la última superviviente y siendo eliminada por Asuka. El 21 de noviembre tuvo su revancha por el título, pero el combate quedó en descalifiación después de que Ruby Riott, Liv Morgan y Sarah Logan debutaran y atacaran a Charlotte y Natalya. Posteriormente, Natalya y Flair se enfrentaron nuevamente en Clash of Champions en un Lumberjill Match, donde Natalya fue otra vez derrotada, terminando el feudo entre ambas. El 26 de diciembre en SmackDown Live, Natalya anunció su participación en el primer «Royal Rumble femenino» de la historia.
El 16 de enero, Natalya se alió con Shinsuke Nakamura y se enfrentaron a Sasha Banks & Finn Balor en el primer Mixed Match Challenge, pero fueron derrotados. El 28 de enero en Royal Rumble, participó en el primer Women's Royal Rumble match de la historia entrando como la #18, pero no logró ganar, siendo eliminada por Trish Stratus. El 11 de marzo en Fastlane, junto con Carmella derrotaron a Becky Lynch y Naomi. En WrestleMania 34, Natalya participó en el WrestleMania Women's Battle Royal, pero no logró ganar, siendo eliminada por Sasha Banks & Bayley.

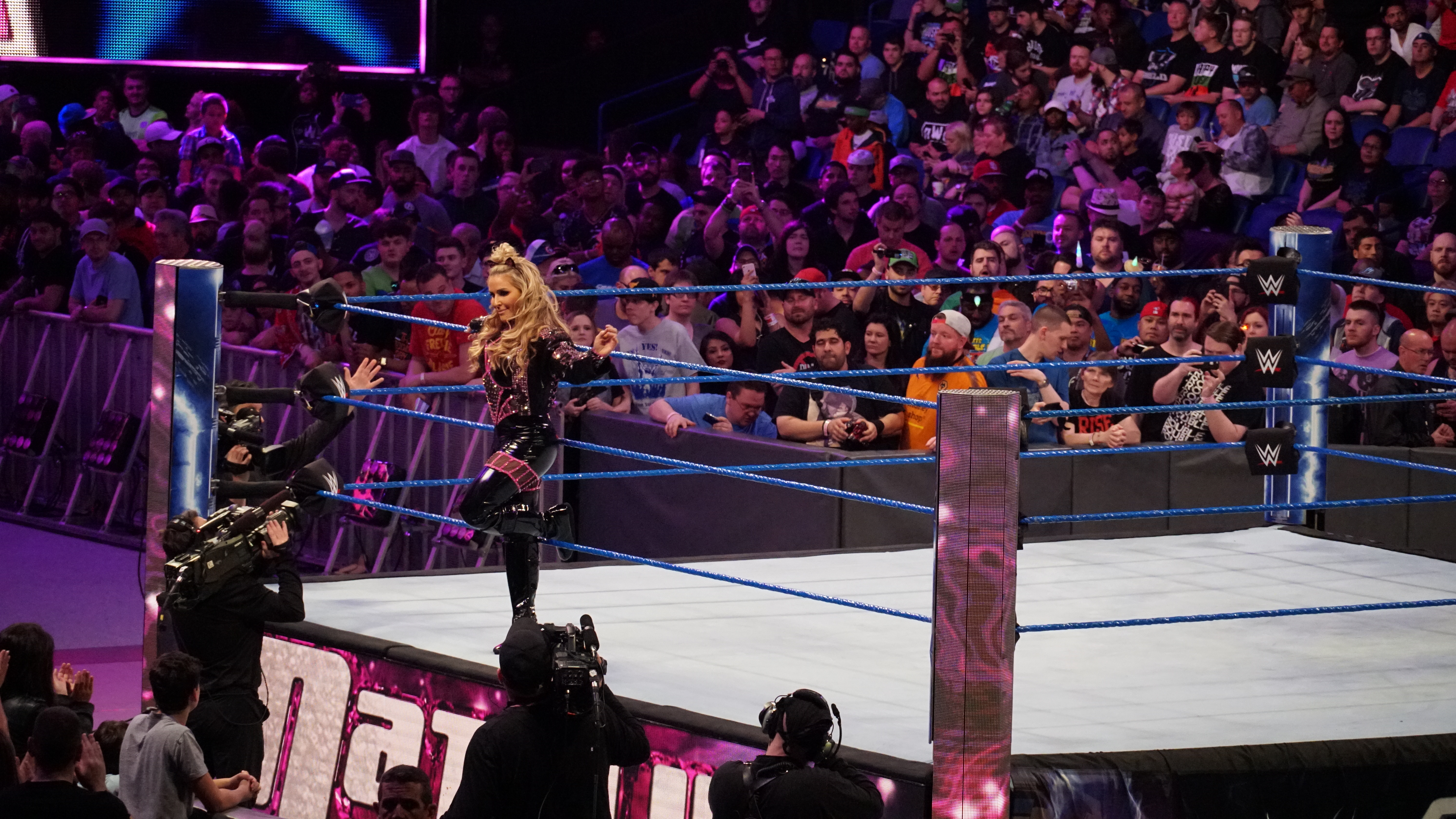
Natalya haciendo su entrada en abril de 2018.

#### Alianza con Ronda Rousey (2018–2019)
El 16 de abril debutó en Raw, como parte del Superstar Shake-Up, derrotando en su primer encuentro a Mandy Rose, cambiando a face. Después del combate, Rose & Sonya Deville atacaron a Natalya, hasta que fue salvada por Ronda Rousey. El 21 de mayo, episodio de Raw derrotó a Sarah Logan, Liv Morgan y Dana Brooke en un Fatal 4-Way Match, clasificándose para la lucha de Money in the Bank Ladder match femenil. En el evento, Natalya fracasó en su intento de ganar el combate, siendo la ganadora Alexa Bliss. En verano estuvo acompañando a Nia Jax y Ronda Rousey en sus feudos con Alexa Bliss y sus aliadas Mickie James y Alicia Fox, acompañando a Jax en Extreme Rules y a Rousey en Hell in a Cell, ambas en sus combates con Bliss. El 4 de septiembre, se anunció que Natalya formaría equipo con Bobby Roode en la segunda temporada del Mixed Match Challenge, pero no lograron ganar la competencia. 
En Evolution, Natalya se alió con Sasha Banks & Bayley para derrotar a The Riott Squad. En la revancha de dicho combate, Ruby Riott destrozó las gafas de su padre, Jim Neidhart, y el combate quedó sin resultado, después de que Natalya quedase desolada (kayfabe). Originalmente, Natalya y Riott estaban programadas para formar parte del Team RAW en Survivor Series, pero antes de la lucha ambas se atacaron y la capitana Alexa Bliss decidió expulsarlas del equipo. Debido a esto, Natalya y Riott se enfrentaron en un Tables Match en TLC: Tables, Ladders & Chairs, en donde Natalya logró llevarse la victoria, terminando el feudo entre ambas. El 17 de diciembre, episodio de RAW, Natalya ganó un Gauntlet match, convirtiéndose en la contendiente número uno del Campeonato Femenino de Raw. La semana siguiente, Natalya se enfrentó a la campeona Ronda Rousey por dicho campeonato, saliendo derrotada.

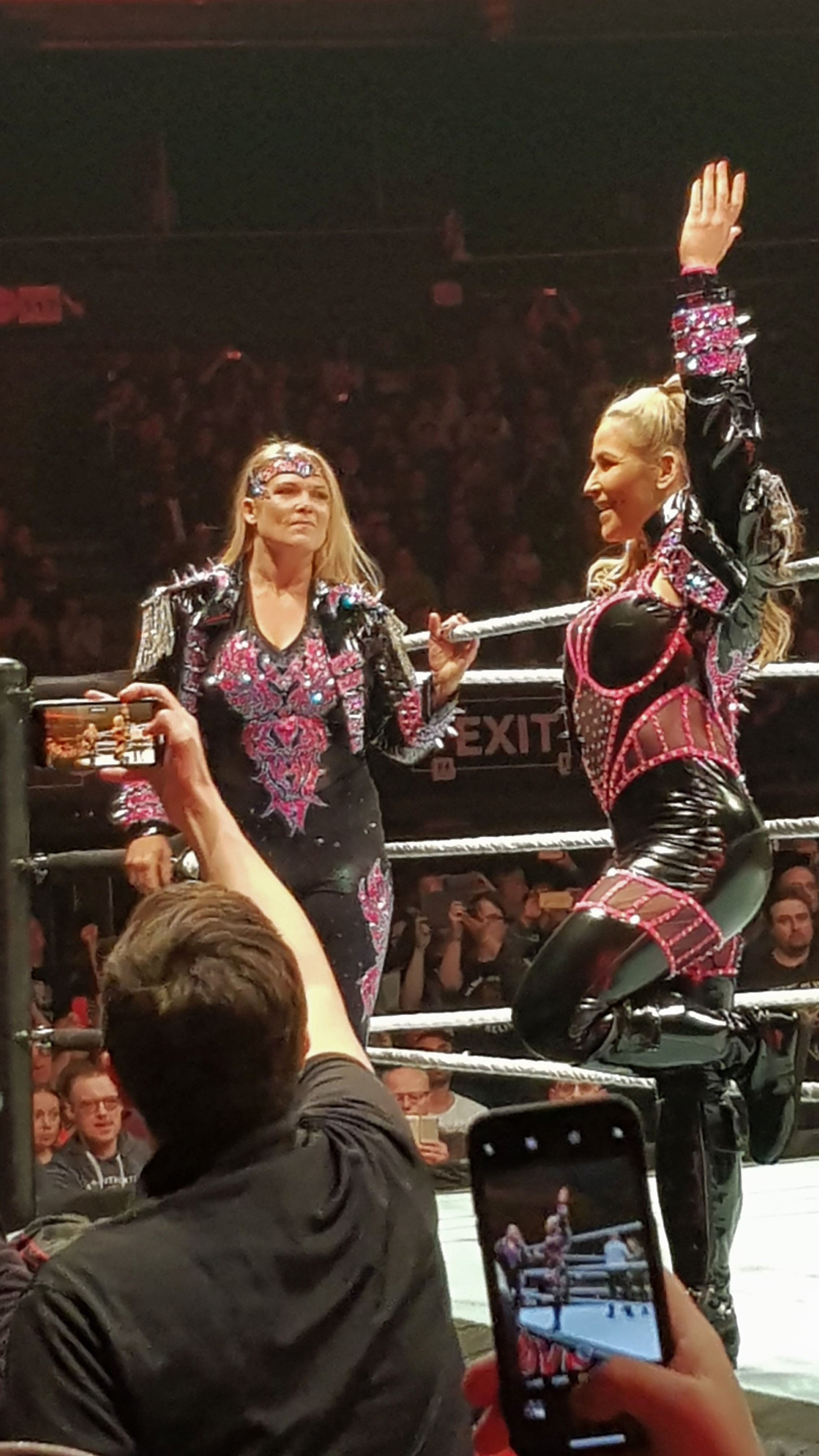
Natalya junto a Beth Phoenix en mayo de 2019.

A principios del año, participó en el Women's Royal Rumble match entrando en la #2 y siendo eliminada por Nia Jax, después de cincuenta y seis minutos dentro del ring. 

#### División en Parejas y varias rivalidades (2019–presente)
En Fastlane, Natalya y Beth Phoenix fueron atacadas por Tamina y Nia Jax. Al día siguiente, en Raw, Natalya tuvo una lucha contra Nia Jax, que terminó en descalificación, después de una intervención de Phoenix. Durante las siguientes semanas, tuvieron diversas confrontaciones con Jax & Tamina y con The Boss 'n' Hug Connection y, por esto, en WrestleMania 35, junto a Phoenix se enfrentaron a The Boss 'n' Hug Connection (Sasha Banks & Bayley), Tamina & Nia Jax y The IIconics (Billie Kay & Peyton Royce), siendo estas últimas las ganadoras del combate y de los Campeonatos Femeninos en Parejas. El 19 de mayo en el evento Money in the Bank, Natalya participaría en el Women's Money in the Bank Ladder match, pero no logró ganar, siendo Bayley la ganadora.
El 15 de julio, episodio de Raw, derrotó a Alexa Bliss, Carmella y Naomi en un «Fatal 4-Way» y ganó una oportunidad por el Campeonato Femenino de Raw de Becky Lynch, con quién empezó un breve feudo. El 5 de agosto, episodio de Raw, formó equipo con Trish Stratus para enfrentarse a Becky Lynch & Charlotte Flair, perdiendo por descalificación, después de negarse a soltar a Lynch de su «Sharpshooter». En SummerSlam, fue derrotada por Lynch en un «Submission Match». Durante dicho combate, Natalya se lesionó, gravemente, el hombro (Kayfabe). Al día siguiente, en Raw, fue traicionada y atacada por Sasha Banks. Esto las llevó a enfrentarse el 26 de agosto en Raw, donde una lastimada Natalya salió derrotada.
A mediados de septiembre, Natalya inició un feudo con Lacey Evans. En el Kick-Off de Hell in a Cell, Natalya derrotó a Evans. Al día siguiente, episodio de Raw, volvió a derrotarla en un «Last Woman Standing match». El 11 de octubre, debido al Draft, se anunció que Natalya permanecería en Raw. El 31 de octubre, en Crown Jewel, Natalya y Lacey Evans hicieron historia al ser las primeras mujeres en realizar un combate en Arabia Saudí, en el que se llevó la victoria sobre Evans. Después de dicho combate, ambas se abrazaron en señal de respeto, terminando su feudo. En Survivor Series, formó parte del Team Raw junto con Charlotte Flair, Sarah Logan y las Kabuki Warriors (Asuka & Kairi Sane) enfrentando a luchadoras de SmackDown y NXT; su equipo no logró llevarse la victoria, tras ser la última eliminada por Sasha Banks.
En Royal Rumble, Natalya participó en el Women's Royal Rumble match entrando como #23, pero fue eliminada por Beth Phoenix. El 8 de marzo en Elimination Chamber, también participó en la Elimination Chamber Match en donde la ganadora obtendría una oportunidad por el Campeonato Femenino de Raw, sin embargo el combate lo ganó Shayna Baszler. En el Kick-Off de WrestleMania 36 fue derrotada por Liv Morgan. El 18 de mayo en Raw fue derrotada por Shayna Baszler en un Submission Match, tras la lucha destruyó el set del Show de Kevin Owens, ya que estaba frustrada por sus constantes derrotas. En el episodio del 22 de junio de Raw derrotó a Liv Morgan con la ayuda de Lana, formando una alianza con esta última ya que ambas encontraron apoyo moral entre sí, por primera vez desde 2012 hizo su cambio a heel. Tras esto, el 10 de agosto en un segmento de backstage, confrontó a Mickie James en compañía de Lana y a la siguiente semana, tuvo un combate contra James, ganando por cuenteo fuera, continuando su feudo con James en los programas semanales de Raw.
El 12 de octubre en el Raw Draft, junto a Lana fueron derrotadas por Dana Brooke & Mandy Rose, después del combate abandonó a Lana debido a sus derrotas como equipo, disolviendo su alianza, más tarde esa misma noche, participó en una Interbrand 14-Women's Battle Royal Match por una oportunidad al Campeonato Femenino de Raw de Asuka, sin embargo fue eliminada por Lana, Posteriormente en Raw Talk como parte del Draft Suplementario fue transeferida a SmackDown. En el SmackDown del 30 de octubre, se enfrentó a Bianca Belair y a Billie Kay en una Triple Threat Match para clasificar al Team SmackDown en la Traditional Survivor Series Elimination Women's Match en Survivor Series, sin embargo perdió. El 6 de noviembre Adam Pearce le dio otra oportunidad para clasificarse al Team SmackDown contra Zelina Vega y Ruby Riott, pero ganó esta última. Finalmente, en el episodio del 20 de noviembre derroto a Tamina, clasificándose oficialmente al equipo. En Survivor Series formó parte de Team SmackDown junto a Bianca Belair, Liv Morgan, Ruby Riott y Bayley enfrentándose al Team Raw, durante la lucha eliminó a Peyton Royce, pero fue eliminada por Lacey Evans, y siendo derrotado su equipo. En diciembre, Billie Kay intentó formar un equipo con Natalya y Tamina, pero ellas la rechazaron.
A principios del 2021, formó un nuevo equipo con Tamina, teniendo un feudo con The Riott Squad y Billie Kay. El 30 de enero, en el programa de WWE Backstage, derrotó a Tamina, en un combate donde la ganadora entrará de #30 en la Women's Royal Rumble Match en Royal Rumble. Sin embargo, en dicho evento, fue eliminada por Bianca Belair. En la primera noche de WrestleMania 37, ella y Tamina participaron en la Tag Team Turmoil match entrando en el #5, eliminando por últimas a The Riott Squad (Liv Morgan & Ruby Riott) y ganaron la oportunidad por los Campeonatos Femeninos en Parejas de la WWE de Nia Jax & Shayna Baszler para la segunda noche del evento. Sin embargo, fueron derrotadas.
Finalmente, el 14 de mayo en SmackDown, Tamina y Natalya derrotaron a Nia Jax y Shayna Baszler, ganando así los Campeonatos Femeninos en Parejas. La semana siguiente en Raw, tuvieron su primera defensa exitosa ante las mismas, pese a las interferencias de Reginald. El 24 de mayo volvieron a retener los títulos ante Jax y Baszler en el combate estelar de Raw. Tras esto, comenzaron un feudo con Mandy Rose y Dana Brooke, teniendo varias confrontaciones en el backstage durante Raw, y en el kick-off de Hell In A Cell, derrotó a Mandy Rose. En Money in the Bank, se enfrentó a Alexa Bliss, Asuka, Naomi, Nikki A.S.H, Liv Morgan, Zelina Vega y Tamina en la lucha de escaleras femenil, sin embargo perdió. El 26 de julio en Raw durante una lucha junto a Tamina contra Eva Marie y Doudrop, se lesionó el tobillo, somentiendosé a cirugía y quedando inactiva por tres semanas. Hizo su regreso el 20 de agosto en SmackDown siendo derrotadas por Shotzi Blackheart y Tegan Nox, por lo que estas últimas consiguieron una oportunidad titular. No obstante, el 20 de septiembre en Raw perdieron los títulos contra el equipo de Nikki A.S.H. y Rhea Ripley, tras 129 días de reinado. Tuvieron su revancha por los títulos el 4 de octubre en Raw, pero fueron derrotadas. Ese mismo día fue elegida para permanecer en la marca SmackDown debido al Draft 2021, separándose de Tamina, quien fue enviada a Raw.
Participó en el Queen's Crown Tournament, pero fue derrotada por Doudrop el 11 de octubre. En Survivor Series, formó parte del Team SmackDown junto con Sasha Banks, Shayna Baszler, Shotzi Blackheart y Toni Storm, siendo derrotadas por el Team Raw (Bianca Belair, Carmella, Zelina Vega, Rhea Ripley y Liv Morgan), en donde fue eliminada por Belair. Tras esto, junto a Shayna Baszler, ayudaron a Sonya Deville en su feudo contra Naomi, en donde Xia Li hizo su debut el 10 de diciembre en SmackDown ayudando a esta última. 
A finales de año se dio a conocer que Natalya consiguió tres nuevos Récord Guinness; como la luchadora que más victorias ha tenido con un total de 641, la luchadora que más apariciones ha realizado en PPVs de la WWE y como la luchadora con más combates femeninos en la historia de la compañía.
El 14 de enero de 2022 en el episodio de SmackDown, Natalya fue parte de otro récord tras ser derrotada por Aliyah en 3 segundos, siendo este el combate más corto en la historia de la WWE. En Royal Rumble, participó en el Royal Rumble match femenino entrando en el #12, logrando eliminar a Summer Rae y Tamina, pero fue eliminada por la eventual ganadora Ronda Rousey. El 11 de febrero, Natalya logró derrotar a Aliyah, terminando con su feudo con ella. El 18 de marzo, formó un nuevo equipo con Shayna Baszler, dejando en claro sus intenciones de ir tras los Campeonatos Femeninos en Parejas. En WrestleMania 38 junto a Baszler se enfrentaron a Carmella & Zelina Vega, Liv Morgan & Rhea Ripley y Naomi & Sasha Banks por los Campeonatos Femeninos en Parejas, pero ganaron estas últimas. El 12 de abril, Natalya hizo su regreso a NXT atacando a Cora Jade, dando así un mensaje a la nueva generación de luchadoras. Tras esto, tuvo varios combates en dicha marca, derrotando a Tatum Paxley y a la misma Cora Jade. El 13 de mayo en SmackDown, hizo equipo con Baszler para enfrentarse a Naomi & Sasha Banks por los Campeonatos Femeninos en Parejas, perdiendo el combate.
El 3 de junio, se enfrentaría a Aliyah, Raquel Rodríguez, Shayna Baszler, Shotzi Blackheart y Xia Li, convirtiéndose en la retadora #1 al Campeonato Femenino de SmackDown, ganando el combate y comenzando un feudo con la campeona Ronda Rousey. El 2 de julio en Money in the Bank, tuvo dicha oportunidad pero fue derrotada por Rousey vía sumisión. En este feudo se involucró Liv Morgan, quien derroto a Ronda Rousey después de que Natalya lastimara su tobillo, convirtiéndose así en la nueva campeona. En el episodio del 5 de agosto de SmackDown, se llevó a cabo un Gauntlet match donde enfrentó a Baszler, Raquel, Shotzi, Aliyah, Xia Li y Sonya Deville por una oportunidad titular al Campeonato Femenino de SmackDown frente a la campeona Liv Morgan, siendo Baszler la ganadora del combate. Tras esto, se alió con Deville en el torneo para coronar a las nuevas Campeonas Femeninas en Parejas, pero fueron derrotadas por Toxic Attraction (Gigi Dolin & Jacy Jane) de NXT en el episodio del 19 de agosto. Como segunda oportunidad, se organizó para la semana posterior una Fatal 4-Way Match, Natalya y Deville vencieron a Xia Li & Shotzi Blackheart, Dana Brooke & Tamina y Doudrop & Nikki A.S.H., aunque cayeron ante el equipo de Aliyah & Raquel Rodriguez más adelante en las semifinales.
El 28 de octubre en el backstage de SmackDown, fue atacada por Shayna Baszler y Ronda Rousey. Debido a esto, la semana siguiente se enfrentó a Baszler, saliendo derrotada. Tras el combate, Baszler le dio un rodillazo en la cara rompiendole la nariz, por lo que tuvo que someterse a una cirugía, quedando inactiva y dando un cambio a face.
Natalya hizo su regreso el 28 de enero de 2023 en Royal Rumble, participando en el Royal Rumble match femenil como la #11 en entrar; pero tuvo otra participación agridulce al ser eliminada por Damage Control. En el episodio del 3 de febrero de SmackDown, ganó una Fatal 4 Way match ante Shotzi, Zelina Vega y Shayna Baszler donde obtuvo un lugar para la Elimination Chamber match del evento homónimo. En Elimination Chamber el 18 de febrero, pese a que se celebró en tierras canadienses donde fue muy bien recibida por el público asistente de Montreal, no pudo ganar el combate al ser eliminada por Carmella. En la noche 2 de WrestleMania 39 el 2 de abril, junto con Shotzi, se enfrentaron a Ronda Rousey & Shayna Baszler, Liv Morgan & Raquel Rodriguez y Chelsea Green & Sonya Deville en el WrestleMania Showcase Match femenino, siendo derrotadas por Rousey y Baszler.
Como parte del Draft en mayo, fue traspasada a Raw. No obstante, en el episodio del 8 de mayo, se acercó a la Campeona Femenina de SmackDown, Rhea Ripley, pero ella saldría del ring antes de que soltase palabra alguna. Se anunció un combate titular entre ambas para el evento Night of Champions, en donde Natalya fue derrotada por Ripley en cuestión de un minuto.
En el episodio de Raw del 20 de noviembre, junto a Tegan Nox derrotaron a Ivy Nile & Maxxine Dupri, Candice LeRae e Indi Hartwell y a Katana Chance & Kayden Carter ganando una oportunidad por los Campeonatos Femeninos en Parejas de WWE. la siguiente semana en Raw, junto a Tegan Nox se enfrentaron a Chelsea Green & Piper Niven por los Campeonatos Femeninos en Parejas de WWE, sin embargo perdieron.
En Royal Rumble participó en la Women's Royal Rumble Match ingresando de #1, sin embargo fue eliminada por Tegan Nox, durando 20 minutos y 57 segundos. Hizo un regreso sorpresa en el episodio de NXT del 26 de marzo, aceptando el reto abierto de Lola Vice en un combate individual, en el que salió victoriosa.

## Vida personal
Natalya conoció a su actual esposo, el también luchador canadiense TJ Wilson (conocido como Tyson Kidd), desde que tenía 12 años y comenzaron a salir en noviembre de 2001. La pareja se casó el 26 de junio de 2013. Su boda apareció en la primera temporada de Total Divas. Posee también una casa en Calgary, Alberta.
Trabajó brevemente como vendedora de aspiradoras en Kirby Company cuando tenía dieciocho años. Ella cita a su abuelo Stu, y a su tío Bret, como sus inspiraciones tanto dentro como fuera del ring.
El padre de Natalya, Jim Neidhart, murió el 13 de agosto de 2018 tras sufrir una severa caída en un intento de ajustar el termostato. Neidhart tenía un corte largo de cuatro pulgadas en el rostro cuando llegaron los servicios de emergencia.

## Otros medios

### Videojuegos
| Año  | Juego                     | Notas                                               | Marca          |
| ---- | ------------------------- | --------------------------------------------------- | -------------- |
| 2009 | WWE SmackDown vs Raw 2010 | Debut                                               | SmackDown      |
| 2010 | WWE SmackDown vs Raw 2011 |                                                     | Raw            |
| 2011 | WWE '12                   |                                                     | SmackDown      |
| 2013 | WWE 2K14                  |                                                     | SmackDown      |
| 2014 | WWE 2K15 y WWE SuperCard  |                                                     | SmackDown      |
| 2015 | WWE 2K16                  |                                                     | SmackDown      |
| 2016 | WWE 2K17                  |                                                     | SmackDown      |
| 2017 | WWE 2K18 y WWE TapMania   | como Campeona femenina de SmackDown predeterminada. | SmackDown Live |
| 2018 | WWE 2K19 y WWE Champions  |                                                     | Raw            |
| 2019 | WWE 2K20 y WWE Universe   |                                                     | Raw            |
| 2021 | WWE 2K22                  |                                                     | SmackDown      |
| 2022 | WWE 2K23                  |                                                     | SmackDown      |

### Televisión
| Año       | Programa                       | Papel      | Notas                        |
| --------- | ------------------------------ | ---------- | ---------------------------- |
| 2013–2019 | Total Divas                    | Ella misma | Protagonista (Temporada 1–9) |
| 2014      | Chasing Maria Menounos         | Ella misma | Invitada                     |
| 2015      | WWE Breaking Ground            | Ella misma | Episodio: "Countdown"        |
| 2015      | WWE Tough Enough               | Ella misma | Invitada (Temporada 6)       |
| 2016      | E! Countdown to the Red Carpet | Ella misma | 88th Academy Awards          |
| 2017–2019 | Total Bellas                   | Ella misma | Invitada (Temporada 2-4)     |
| 2018      | Carpool Karaoke: The Series    | Ella misma | Invitada                     |
| 2022      | MasterChef Junior              | Ella misma | Invitada (Temporada 8)       |

## Campeonatos y logros

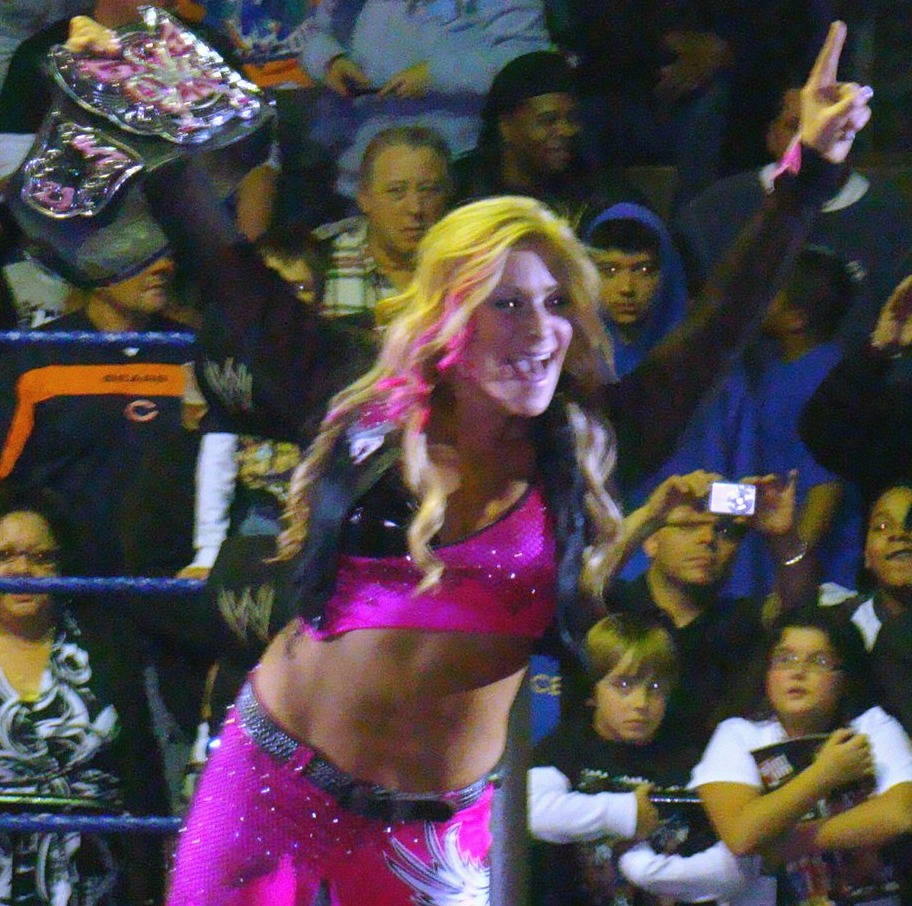
Natalya como la Campeona de Divas.

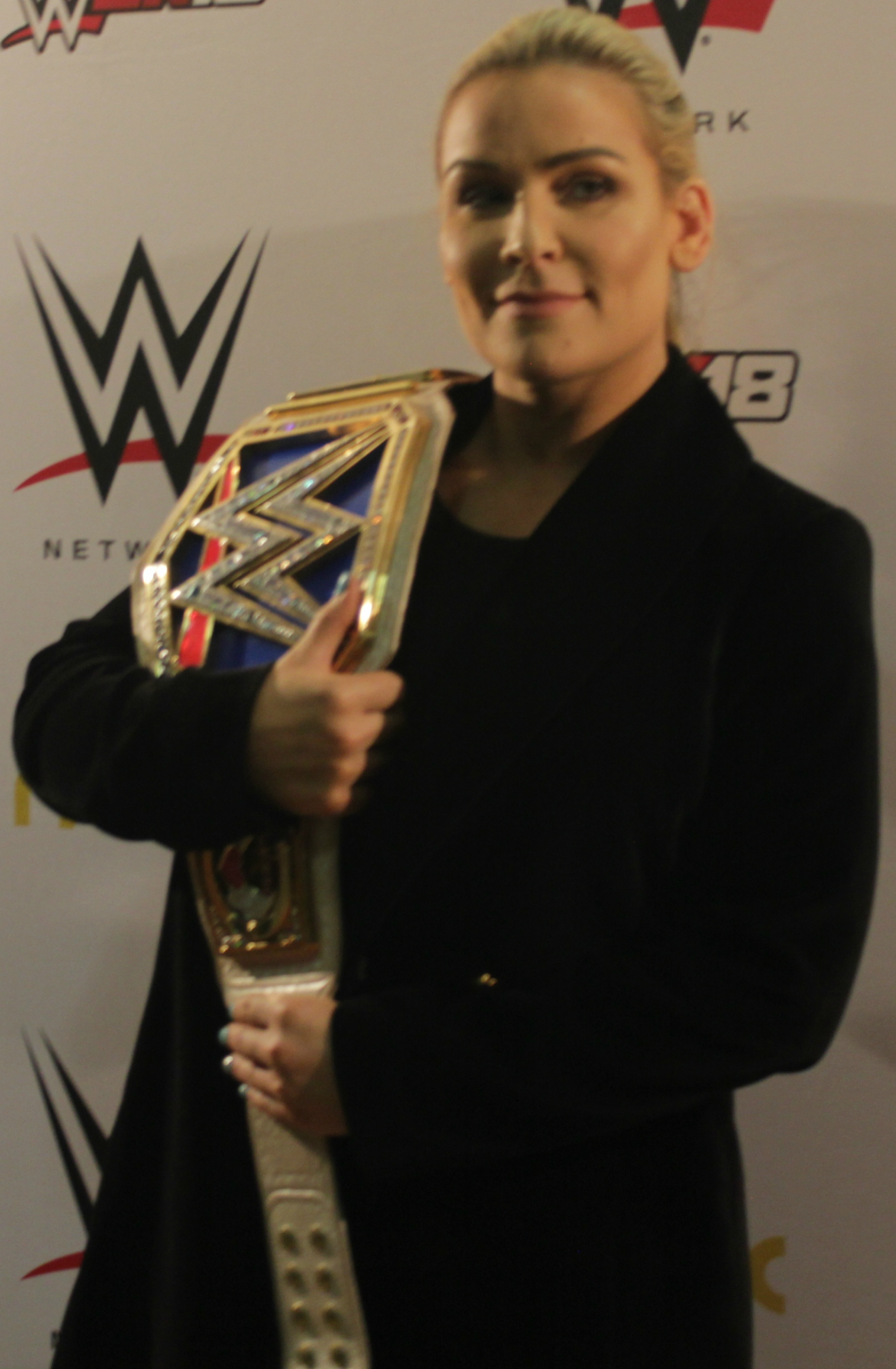
Natalya como la Campeona Femenina de SmackDown.

- Extreme Canadian Championship Wrestling
  - SuperGirls Championship (1 vez)

- Stampede Wrestling
  - Stampede Women's Pacific Championship (2 veces, inaugural)
  - Luchadora del año (2005)

- World Wrestling Entertainment
  - WWE Divas Championship (1 vez)
  - SmackDown Women's Championship (1 vez)
  - WWE Women's Tag Team Championship (1 vez) – con Tamina

- Guinness World Records
  - Luchadora con más apariciones en PPV's de WWE[146]
  - Luchadora con más combates en la historia de WWE[147]
  - Luchadora con más victorias en WWE[148]

- Pro Wrestling Illustrated
  - Situada en el Nº10 en el PWI Female 50 en 2008[149]
  - Situada en el Nº25 en el PWI Female 50 en 2009[150]
  - Situada en el Nº29 en el PWI Female 50 en 2010[151]
  - Situada en el Nº4 en el PWI Female 50 en 2011[152]
  - Situada en el Nº12 en el PWI Female 50 en 2012[153]
  - Situada en el Nº13 en el PWI Female 50 en 2013[154]
  - Situada en el Nº9 en el PWI Female 50 en 2014[155]
  - Situada en el Nº19 en el PWI Female 50 en 2015[156]
  - Situada en el Nº6 en el PWI Female 50 en 2016[157]
  - Situada en el Nº7 en el PWI Female 50 en 2017[158]
  - Situada en el Nº17 en el PWI Female 100 en 2018[159]
  - Situada en el Nº7 en el PWI Female 100 en 2019[160]
  - Situada en el Nº53 en el PWI Female 100 en 2020[161]
  - Situada en el Nº66 en el PWI Female 150 en 2021[162]
  - Situada en el Nº81 en el PWI Female 150 en 2022[163]
  - Situada en el Nº101 en el PWI Female 250 en 2023

- Wrestling Observer Newsletter
  - Peor Lucha del Año (2013) — con Brie Bella, Cameron, Eva Marie, JoJo, Naomi & Nikki Bella vs. AJ Lee, Aksana, Alicia Fox, Kaitlyn, Rosa Mendes, Summer Rae & Tamina Snuka en Survivor Series